# Jack MacBryan
John Crawford William „Jack” MacBryan (ur. 22 lipca 1892 w Box, zm. 14 lipca 1983 w Cambridge) – brytyjski krykiecista, a także hokeista na trawie na igrzyskach w Antwerpii 1920 wraz z drużyną zdobył złoty medal.
Chociaż zdobył mistrzostwo olimpijskie w hokeju na trawie, bardziej znany jest jako zawodnik krykieta.